# Teoria întregului (film)
Teoria întregului (titlu original: The Theory of Everything) este un film britanic biografic și de dragoste din 2014 regizat de James Marsh. Rolurile principale au fost interpretate de actorii Eddie Redmayne ca Stephen Hawking și Felicity Jones ca Jane Wilde Hawking, prima sa soție. Scenariul se bazează pe cartea primei soții a lui Hawking, Travelling to Infinity: My Life with Stephen  și prezintă apariția și evoluția bolii sale, boala neuronului motor, și cariera sa de succes în fizică.

## Prezentare
Student la Universitatea Cambridge în domeniul astrofizicii, Stephen Hawking (Eddie Redmayne) începe o relație cu studenta la litere Jane Wilde (Felicity Jones). Deși Stephen excelează la matematică și fizică, profesorii și prietenii săi sunt îngrijorați de faptul că el nu și-a ales încă subiectul tezei de doctorat. După ce Stephen ia parte la un curs despre găuri negre alături de profesorul Dennis Sciama (David Thewlis), el speculează că găurile negre au făcut parte din formarea Universului și se decide asupra temei doctoratului.
În timpul cercetărilor, mușchii lui Stephen încep să cedeze. În cele din urmă el se impiedica și se lovește la cap. La spital află că suferă de boala neuronului motor, care în viitor îl va împiedica să vorbească, înghită, sau să-și miște corpul. Medicii îi transmit că mai are doar doi ani de trăit. Stephen se închide în sine, concentrându-se pe munca sa, în timp ce Jane își exprimă sentimentele sale de dragoste pentru el. Îi promite tatălui că este dispusă să stea cu Stephen, chair dacă starea sa de sănătate se înrăutățește. Se căsătoresc și au un copil.
Stephen își susține doctoratul, iar teoria legată de formarea Universului cu ajutorul găurilor negre este considerată genială. În timp ce sărbătorea cu Jane și prietenii săi, Stephen își dă seama că nu mai poate merge și începe să folosească un scaun cu rotile.
După al doilea copil, o fiică, Stephen dezvoltă o teorie despre vizibilitatea găurilor negre, devenind un fizician recunoscut la nivel mondial. Fiind nevoită să aibă grijă de copii și de un Stephen tot mai fragil, Jane nu reușește să lucreze la teza ei de doctorat și devine frustrată; Stephen înțelege că ea are nevoie de ajutor. Jane se alătură corului bisericii, unde îl întâlnește pe văduvul Jonathan (Charlie Cox). Ea și Jonathan devin prieteni apropiați, ea angajându-l ca profesor de pian pentru fiu. Jonathan devine prietenul întregii familii, susținându-l pe Stephen cu boala sa, pe Jane și se joacă cu copiii. 
Când Jane naște încă un băiat, mama lui Stephen o întreabă dacă bebelușul nu este al lui Jonathan. Jane este stupefiată; Jonathan a auzit conversația, iar când sunt singuri cei doi își recunosc sentimentul de dragoste reciprocă. Jonathan încearcă să stea departe de familie, dar Stephen îl vizitează pentru a-l convinge că Jane are nevoie de el. Jonathan și Jane iau copiii la camping, în timp ce Stephen este invitat la un concert în Bordeaux, unde se îmbolnăvește de preumonie. La spital, doctorii sunt nevoiți să-i facă o traheostomie, care îi va face mut. Ea este de acord cu operația. Stephen învață de la asistentă (Maxine Peake) să comunice din nou cu ajutorul unei table. El primește un calculator cu sintetizator vocal, pe care îl folosește pentru a scrie o carte, A Brief History of Time, care devine un best-seller internațional.
Stephen îi zice lui Jane că a fost invitat în America pentru a accepta un premiu și că o va lua pe Elaine cu el. În acel moment cei doi cad de acord asupra divorțului. Stephen se îndrăgostește în State de Elaine, iar Jane și Jonathan se reîntâlnesc. La premiere Stephen vede un student în timp ce își scapă stiloul. În acel moment el își imaginează că se ridică și că i-l poate da înapoi, dar totul este o iluzie. El susține un discurs despre om. Stephen o invită pe Jane să o întâlnească pe Regina Elisabeta a II-a, petrecând o zi fericită alături de ea și de copii.

## Distribuție
- Eddie Redmayne ca Stephen Hawking[7]
- Felicity Jones ca Jane Wilde Hawking[7]
- Charlie Cox ca Jonathan Jones, al doilea soț al lui Jane[7]
- Emily Watson ca Beryl Wilde, mama lui Jane[7]
- Simon McBurney ca Frank Hawking, tatăl lui Stephen[7]
- David Thewlis ca Dennis Sciama[7]
- Maxine Peake ca Elaine Mason, a doua soție a lui Stephen[7]
- Harry Lloyd ca Brian, coleg de cameră al lui Hawking[8]
- Guy Oliver-Watts ca George Wilde, tată lui Jane
- Abigail Cruttenden ca Isobel Hawking, mama lui Stephen
- Charlotte Hope ca Phillipa Hawking, sora lui Stephen[7]
- Lucy Chappell ca Mary Hawking, sora lui Stephen
- Christian McKay ca Roger Penrose[7]
- Enzo Cilenti ca Kip Thorne[7]
- Georg Nikoloff ca Isaak Markovich Khalatnikov
- Alice Orr-Ewing ca Diana King, sora lui Basil King, prietenul lui Stephen
- Stephen Hawking - vocea sa sintetizată pe computer
- Nicola Victoria Buck - Cockroft Guest 2 [7]

## Premii și nominalizări
- 5 nominalizări la Premiul Oscar
- 2 premii și 2 nominalizări Globul de Aur
- 3 premii și 7 nominalizări BAFTA
- 1 premiu Oscar - cel mai bun actor (Eddie Redmayne)